# Montauban (pigeon)
Pour les articles homonymes, voir Montauban (homonymie).
Le Montauban est une race de pigeon domestique originaire de France. Élevée pour sa chair, la race est classée dans le groupe des pigeons de forme.

## Origines
C'est une race développée dans la vallée de la Garonne, dans le département du Tarn-et-Garonne. Déjà bien présente au XIXe siècle, c'est la deuxième plus grosse race de pigeon française après le Romain. Malgré sa taille importante, la sélection de ce pigeon est réalisée à partir du Mondain, et non du Romain. La présence de la coquille serait due grâce à l'apport de sang de Capucin français.
Son nom vient de la ville de Montauban.

## Description
C'est un gros pigeon pouvant atteindre 1 mètre d'envergure et dépasser un kilogramme.
L'oiseau est fort et large. Il a l’œil perlé (iris blanc) tandis que les oiseaux blancs ont un œil de vesce (iris noir). L'arrière de la tête est ornée d'une coquille : une couronne formée de cinq à six rangées de plumes partant de la nuque et orientées vers le haut. Son cou est gros et court, et son dos large et plat. L'animal est bas sur des pattes nues, courtes et rouges. La race se présente sous diverses couleurs .
À l'origine, deux variétés de la race coexistaient. Le Montauban à tête lisse est une variété qui ne portait pas de coquille. La seconde, le Montauban à tête coquillée (ou Montauban couronné) était plus appréciée et recherchée. C'est la variété qui a subsisté tandis que la première a disparu,.
Parmi les défauts qu'un oiseau peut présenter se trouve : une taille et un poids trop petits, des plumes aux pattes ou bien une coquille mal formée.

## Élevage
C'est un oiseau rustique et fécond. Avec son vol lourd, il s'éloigne peu de son pigeonnier qui doit être spacieux. C'est une race sensible à l'humidité.
Malgré sa fécondité, son élevage peut présenter des difficultés. Les oiseaux les plus gros peuvent écraser les œufs (qui ont une coquille plus mince que celle d'autres races de pigeons) ou les oisillons à leur naissance.

## Standard
Le standard de la race est créé en 1904. Classée dans les pigeons de forme, la race est gérée par la France (F/0003) et les oiseaux sont bagués avec une bague de 11 mm.

## Galerie

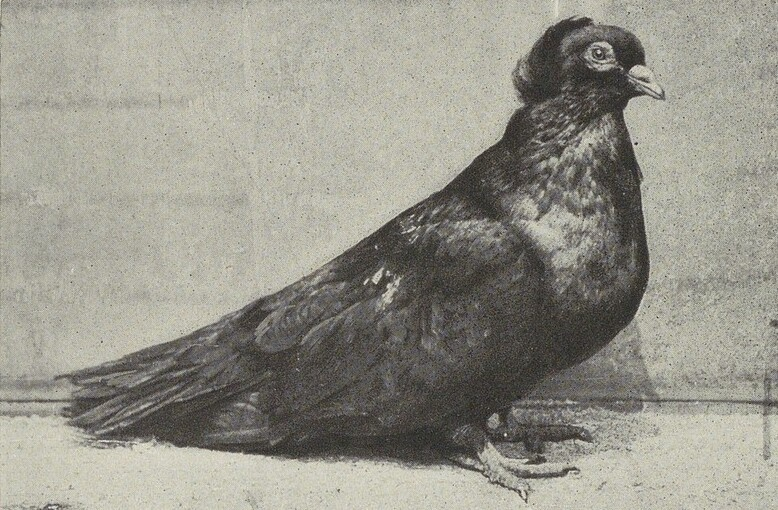
Montauban femelle noire (1909).
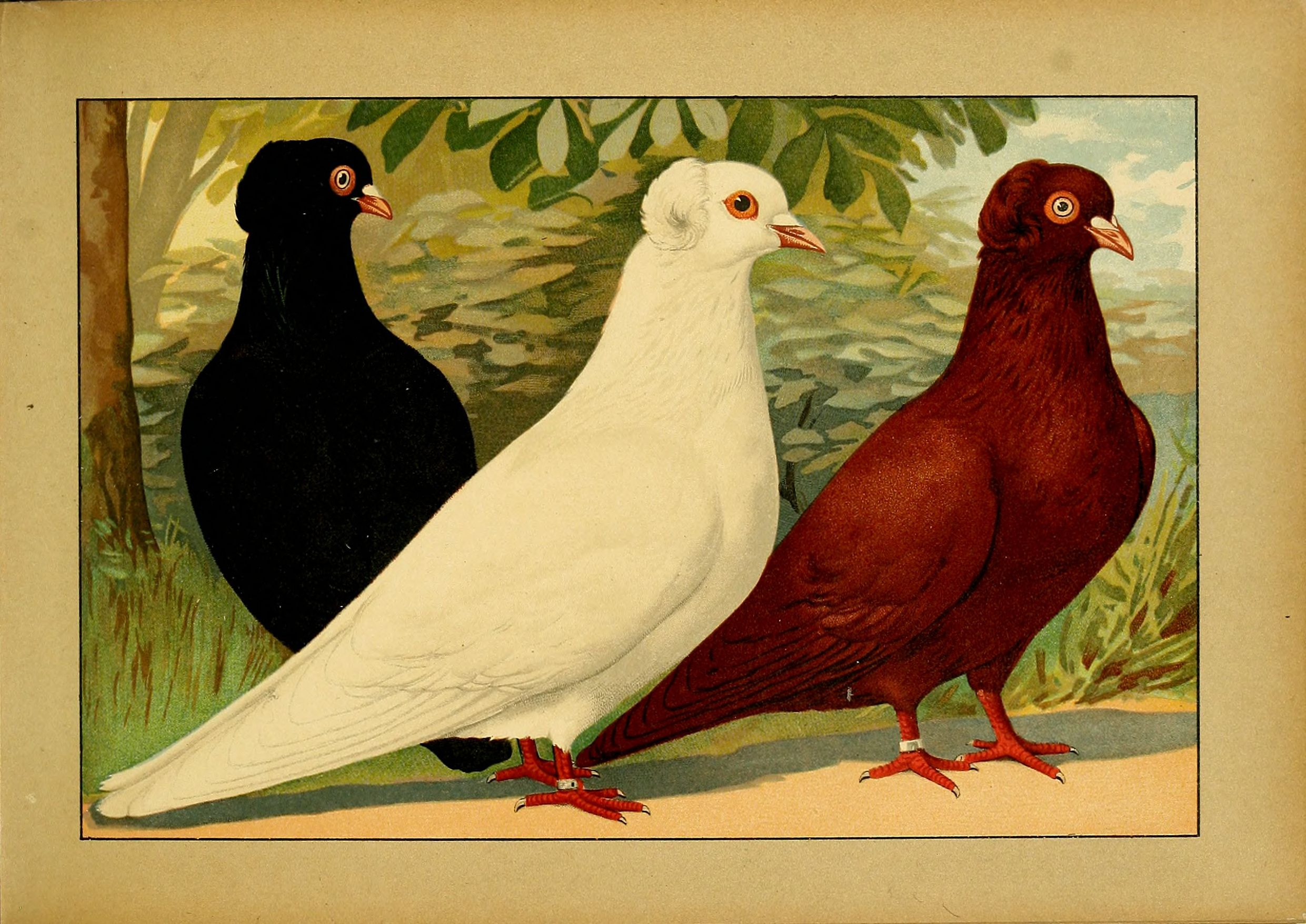
Illustration de 1906.
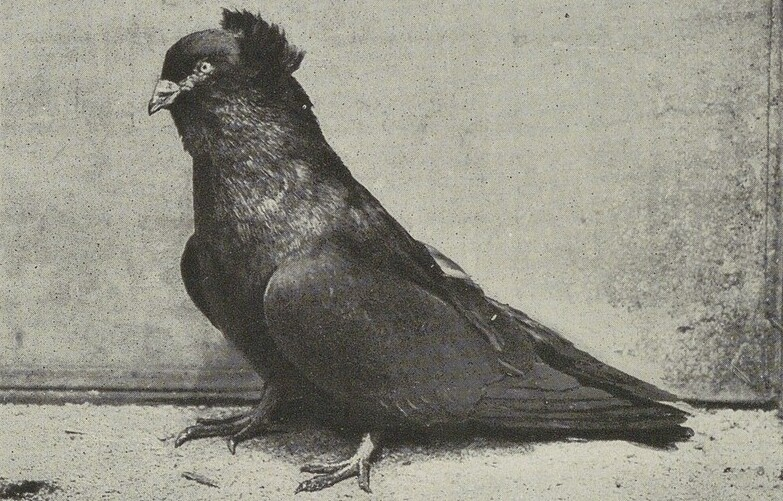
Montauban mâle noir (1909).